# 関田嘉七郎
関田 嘉七郎（關田、せきた かしちろう、1867年10月6日（慶応3年9月9日）- 1943年（昭和18年）7月7日）は、明治から大正期の実業家、政治家。衆議院議員、栃木県会議長、栃木県足利郡北郷村長。

## 経歴
下野国足利郡江川村（栃木県足利郡北郷村大字江川を経て現足利市江川町）で、輸出織物業・関田政七郎の長男として生まれる。1886年（明治19年）明治法律学校（現明治大学）に入学し1889年（明治22年）まで学んで帰郷した。
家業の輸出織物業を継承。足利機業組合評議員、足利織物同業組合長、両毛織物同業組合連合会長、足利瓦斯社長、日本大博覧会評議員などを務めた。
政界では、栃木県会議員、同参事会員、同議長、北郷村長、教育諮問会員、県立工業学校商議員、地方森林会議員などを務めた。
木村半兵衛の辞職に伴い1909年（明治42年）7月に実施された第10回衆議院議員総選挙栃木県郡部補欠選挙で当選し、立憲国民党に所属して衆議院議員に1期在任した。